# Бајкој
Бајкој (рум. Băicoi) град је у у средишњем делу Румуније, у историјској покрајини Влашка. Бајкој је важан град у округу Прахова.
Бајкој према последњем попису из 2002. године је имао 20.020 становника.

## Географија
Град Бајкој налази се у северном делу покрајине Влашке. Од седишта државе, Букурешта, Бајкој је удаљен око 80 км северно.
Град се образовао у области североисточне Влашке низије, а подно Карпата, на приближно 280 метара надморске висине. Град лежи на реци Прахова. Дата долина реке је изузетно битна будући да њом иде пут који везује Букурешт са севером државе. 

## Становништво
У односу на попис из 2002., број становника на попису из 2011. се смањио.
| 1966. | 1977.  | 1992.  | 2002.  | 2011.  |
| ----- | ------ | ------ | ------ | ------ |
| 9.120 | 17.440 | 20.681 | 20.020 | 17.981 |

Румуни чине већину градског становништва Бајкоја, а од мањина присутни су само Роми.